# Shichinohe
Shichinohe (japanska: 七戸町?, Shichinohe-machi) är en landskommun (köping) i Aomori prefektur i Japan.  
I kommunen finns järnvägsstationen Shichinohe-Towada på Tōhoku Shinkansen som ger förbindelse med höghastighetståg till bland annat Tokyo.